# Satyrus actaea
Satyrus actaea (tên tiếng Anh: Satyr đen) là một loài bướm ngày thuộc họ Nymphalidae. Nó được tìm thấy ở Tây Nam Âu, Tiểu Á, Syria, Iran và Baluchistan (SW Pakistan).
Chiều dài cánh trước là 24 to 28 mm. Con trưởng thành bay vào tháng 7 và tháng 8 làm một đợt. Nơi sinh sống có là núi đá có độ cao từ 600 m-800 mét. Ấu trùng ăn nhiều loại cỏ khác nhau (Brachypodium và Bromus sp. và sedges.